# Ese puerto existe
Ese puerto existe es el primer poemario de la escritora peruana Blanca Varela, publicado en México en 1959. Fue auspiciado por Octavio Paz, amigo de Varela, quien además prologó el libro.
Está dedicado a Supe, ciudad portuaria donde Varela nació y pasó gran parte de su infancia. Inicialmente el libro se llamaría Puerto Supe, pero Octavio Paz, primera persona que leyó los poemas de la peruana, no reconocía el lugar. Varela entonces le recriminó que «¡ese puerto existe!», eligiendo ese nombre finalmente por recomendación del mexicano.